# Tripoli (piroscafo)
Il Tripoli è stato un piroscafo passeggeri italiano. Dopo lo scoppio della prima guerra mondiale fu requisito dalla Regia Marina e impiegato nel collegamento tra Golfo Aranci, Sardegna, e Civitavecchia, e venne affondato da un siluro lanciato dal sommergibile tedesco UB 49 il 18 marzo 1918.

## Storia
Il piroscafo Tripoli fu costruito presso i Cantieri navali riuniti di Palermo nel 1912 per contro della Compagnia Italiana Transatlantica (CITRA). La nave stazzava 1.755 tonnellate e raggiungeva una velocità di 12 nodi e, oltre ai 60 membri dell'equipaggio, era in grado di trasportare 341 passeggeri, così suddivisi: 16 nella prima classe, 19 nella seconda e 341 nella terza. 
Militarizzato dopo l'entrata in guerra del Regno d'Italia, il 13 ottobre 1917 fu danneggiato da un attacco portato dal sommergibile tedesco UC 35 al comando di Hans Paul Korsch nelle acque prospicienti la Sardegna. Alle ore 5:23 a 6 miglia dall'isola di Tavolara, il sommergibile tedesco lanciò contro il Tripoli un primo siluro che passò sotto la chiglia del postale, mentre un secondo lo sfiorò di lato. Le vedette diedero l'allarme, la nave cominciò a zigzagare ma il sottomarino proseguì l'attacco in emersione utilizzando il cannone. Un proiettile raggiunse la fiancata poco sopra la linea di galleggiamento, uccidendo il capitano del carabinieri Giuseppe Curti-Gialdino, e il vicebrigadiere Giovanni Piras, e ferendo altre 17 persone. L' U-Boot si era intanto spostato sulla destra del piroscafo per lanciare un altro siluro, ma il cannone da 65 del Tripoli iniziò a sparare in rapida successione 18 colpi, ed il sottomarino non effettuò altri lanci allontanandosi subito in immersione, ad una distanza di appena cento metri. Il comandante del Tripoli Giuseppe Paturzo, gli artiglieri e il marinaio di vedetta Pietro Miditi assolsero efficacemente il loro compito.
Nella notte tra il 17 e il 18 marzo il piroscafo Tripoli, di proprietà della Società Italiana di Servizi Marittimi, e ufficialmente adibito al trasporto postale e non ufficialmente a quello truppe, navigava sulla rotta tra Golfo Aranci e Civitavecchia. A bordo del piroscafo, stando ai resoconti dell’Agenzia di Navigazione di Golfo Aranci, erano imbarcate 489 persone, di cui 63 membri dell'equipaggio appartenenti alla marina mercantile, 379 militari (per la maggioranza della Brigata Sassari) e 47 civili. Secondo i documenti ufficiali risulta che 84 militari, arrivati all'ultimo momento in treno, si imbarcarono sul Tripoli, per cui non esiste traccia dei loro nomi.  Comandante della nave era il tenente di vascello Giuseppe Paturzo.
Il Tripoli, scortato inizialmente dall'incrociatore ausiliario Principessa Mafalda, era partito da Golfo Aranci al tramonto del 17 maggio 1918, ma alle 22:00 il Principessa Mafalda invertì la rotta lasciando il Tripoli da solo, per fare rientro a La Maddalena.
Alle 22:20 il Tripoli fu colpito da un singolo siluro lanciato dal sottomarino tedesco UB 49 al comando del capitano Hans Joachim von Mellenthin. L'ordigno esplose nella sala macchine e la nave perse subito potenza ed energia elettrica, essendo saltati i generatori di corrente.  La nave si inclinò su un lato, ed essendo il mare grosso, quando si cercò di mettere a mare le scialuppe di salvataggio alcune di esse andarono distrutte infrangendosi sulle fiancate, assottigliando così quelle disponibili perché alcune erano già state distrutte dall'esplosione del siluro. L'esplosione fu avvertita anche a bordo del Principessa Mafalda, ma il suo comandante pensò si trattasse di tuoni e proseguì sulla sua rotta.
L'affondamento del Tripoli non fu immediato ma durò 4 ore, dando così tempo al marconista Carlo Garzia, che non si era allontanato dal suo posto,  di riparare la radio in due ore e lanciare il primo S.O.S alle 0:22 del 18 marzo. Quando la radio del Tripoli lanciò l'allarme, il Principessa Mafalda e una nave pattuglia salparono subito, alle 0:35, mentre il cacciatorpediniere Fulmine, con i motori in avaria riuscì a prendere il mare da La Maddalena alle 5:00. Il Principessa Mafalda  raggiunse il luogo del disastro alle 3:30, quando ormai il piroscafo Tripoli era affondato alle 2:20, dando subito inizio al recupero dei superstiti. Il Principessa Mafalda recuperò 35 naufraghi, e poi rientrò subito in porto in quanto il piroscafo Bengasi che navigava nella zona era stato attaccato a 18 miglia da Capo Figari con due siluri da un sommergibile nemico. Soltanto alle 07:30 il cacciatorpediniere Fulmine, riuscì ad arrivare nella zona dell'affondamento del Tripoli e a trarre in salvo altri cento superstiti, che vennero poi sbarcati a Golfo Aranci per essere curati e rifocillati. Nel porto  furono anche composte le salme che i soccorritori erano riusciti a recuperare dal mare. Il numero totale delle vittime non è noto, ma secondo l'autore Enrico Alessandro Valsecchi la cifra più attendibile e di 288 morti, tra cui il colonnello commissario del C.R.E. Giacomo Gandolfo.
Il relitto del postale Tripoli è stato ritrovato dal cacciamine Vieste al largo del golfo di Olbia nei giorni 29 e 30 ottobre 2014.
L'attività di ricerca faceva parte del programma di collaborazione fra la Marina Militare ed il Ministero dei Beni e delle Attività Culturali e del Turismo (MIBACT) nell’ambito del Progetto Commemorazione della Prima Guerra Mondiale, ed ha consentito la localizzazione del relitto a 20 miglia da Capo Figari, adagiato su un fondale di circa 1.000 metri di profondità.
La scoperta è stata possibile con l'utilizzo dello AUV (Autonomous Underwater Vehicle) HUGIN 1000, il quale ha permesso di esplorare un'area di circa 4 miglia quadrate al largo del golfo di Olbia, con un ottimo livello di definizione.

### Annotazioni
1. ↑  Per il suo eroico comportamento venne insignito della medaglia d'argento al valor militare con la seguente motivazione: Di fronte al nemico ed al pericolo, dava mirabile prova di sangue freddo, tenacia e cosciente abnegazione, rimanendo fino all’ultimo al proprio posto per lanciare segnali di soccorso che permisero ad altre navi di accorrere al salvamento dei naufraghi della propria nave irremissibilmente perduta. Scompariva con la sua nave, dando generosamente la vita nel compimento del proprio dovere. Paraggi di Capo Figari, 17 Marzo 1918 .(Decreto Luogotenenziale 26 Settembre 1918).

### Fonti
1. 1 2 3 4 5 6 7 8 9 10  Pietri Grande Guerra.
2. 1 2 3  Tottusimpari.
3. 1 2 3 4 5  Archividituglie.
4. 1 2  Combattentiereduci.
5. 1 2 3 4 5  Figari 2015, p. 11.
6. ↑  U-Boat.
7. 1 2 3  Giorni di storia.